# Partito Popolare Serbo (Montenegro)
Il Partito Popolare Serbo (in serbo Српска народна странка?, SNS) è stato un partito politico attivo in Montenegro dal 1997 al 2009. L'SNS si poneva come obiettivo la protezione dei diritti e delle tradizioni del popolo serbo in Montenegro e si caratterizzava come partito nazional-conservatore di destra.

## Storia
Il Partito Popolare Serbo nasce nel 1997 da una scissione del Partito Popolare (NS), a seguito della decisione di entrare nella coalizione "Per vivere meglio", guidata da Milo Đukanović. Diversi membri dell'NS avevano respinto questa decisione, accusando il leader Novak Kilibarda di aver tradito gli interessi dei serbi del Montenegro.
Alle elezioni presidenziali del 1997 l'SNS appoggiò Momir Bulatović, candidato del Partito Popolare Socialista del Montenegro (SNP), che fu però battuto dal candidato del DPS Milo Đukanović. Nel 1998 venne eletto come primo presidente del partito Božidar Bojović e, nello stesso anno, l'SNS si presentò autonomamente alle elezioni parlamentari, subendo però una cocente sconfitta: ottenne l'1,98% e nessun seggio.
Due anni più tardi, l'SNS si presentò alle elezioni federali del 2000 e conquistò 2 seggi nella Camera dei cittadini e 1 seggio nella Camera delle Repubbliche dell'Assemblea Federale.
Alle elezioni parlamentari del 2001 e a quelle del 2002, si presentò nelle coalizioni unioniste "Insieme per la Jugoslavia" (2001) e "Insieme per i cambiamenti" (2002) con SNP e NS, le quali però vennero sconfitte dalla coalizione indipendentista del DPS-SDP. A seguito delle elezioni fu eletto un nuovo presidente Andrija Mandić, mentre la fazione che si rifaceva a Božidar Bojović lasciò SNS e fondò il Partito Serbo Democratico. In occasione del referendum sull'indipendenza del Montenegro del 2006, l'SNS fece parte dello schieramento unionista che uscì sconfitto con il 44,5% dei voti.
Dopo l'indipendenza, l'SNS presentò una nuova coalizione, denominata "Lista Serba" e formata dal Partito dei Radicali Serbi, Partito Socialista Popolare del Montenegro, Partito Democratico dell'Unità e altre ONG filo-serbe, in occasione delle elezioni parlamentari del 2006, conquistando il 14,68% e 12 seggi.
Nel gennaio 2009, i partiti della "Lista Serba" confluirono nella Nuova Democrazia Serba.

## Risultati elettorali
| Elezione          | Voti    | %      | Seggi  |
| ----------------- | ------- | ------ | ------ |
| Parlamentari 1998 | 6.606   | 1,9%   | 0 / 72 |
| Parlamentari 2001 | 148.513 | 40,56% | 3 / 75 |
| Parlamentari 2002 | 133.894 | 38,4%  | 6 / 81 |
| Parlamentari 2006 | 47.683  | 14,68% | 9 / 81 |